# Svitlana Galyuk
Svitlana Galyuk, née le 19 novembre 1987 à Sievierodonetsk, est une coureuse cycliste ukrainienne. Spécialiste de la poursuite, elle a été médaillée d'argent de la poursuite par équipes aux championnats du monde de 2008 à Manchester et a remporté le classement de la coupe du monde 2007-2008 dans cette discipline avec l'équipe d'Ukraine.

## Palmarès sur route
- 2007
  - 2e du championnat d'Ukraine du contre-la-montre
  - 2e du championnat d'Europe du contre-la-montre espoirs
- 2008
  - 2e du championnat d'Europe du contre-la-montre espoirs
- 2009
  - 2e du Tour of Chongming Island Time Trial
- 2010
  - 2e du championnat d'Ukraine sur route
  - 2e du championnat d'Ukraine du contre-la-montre
- 2011
  -  Championne d'Ukraine du contre-la-montre

### Classements mondiaux
| Année                                 | 2009 | 2010 | 2011 |
| ------------------------------------- | ---- | ---- | ---- |
| Classement UCI                        | 74e  | 204e | 248e |
|                                       |      |      |      |
| Légende : nc = non classéSource : UCI |      |      |      |

## Palmarès sur piste

### Jeux olympiques
- Londres 2012
  - 9e de la poursuite par équipes

### Championnats du monde
- Manchester 2008
  -  Médaillée d'argent de la poursuite par équipes
- Pruszkow 2009
  - 8e de la poursuite individuelle
- Apeldoorn 2011
  - 8e de la poursuite par équipes
- Melbourne 2012
  - 9e de la poursuite par équipes
  - 17e de l'omnium

### Coupe du monde
- 2007-2008
  - 1re de la poursuite par équipes à Pékin
  - 1re de la poursuite par équipes à Los Angeles
  - 3e de la poursuite par équipes à Sydney
  - 3e de la poursuite par équipes à Copenhague
- 2008-2009
  - 3e de la poursuite à Pékin
  - 3e de la poursuite par équipes à Manchester
  - 3e de la poursuite par équipes à Melbourne
- 2011-2012
  - 1re de la poursuite par équipes à Pékin (avec Lyubov Shulika et Eilezaveta Bochkareva)

### Championnats d'Europe espoirs
- 2007
  -  Médaillée d'argent de la poursuite espoirs
- 2009
  -  Championne d'Europe de poursuite par équipes espoirs (avec Lesya Kalitovska et Anna Nagirna)

### Autres
- 2011
  -  Médaillée de bronze de la poursuite à l'Universiade d'été